# Saint-Usage (Côte-d'Or)
Pour les articles homonymes, voir Saint-Usage et Usage.
Saint-Usage est une commune française située dans le canton de Brazey-en-Plaine du département de la Côte-d'Or, en région Bourgogne-Franche-Comté. Elle est notamment connue pour partager avec Saint-Jean-de-Losne, la commune voisine, le plus grand port de plaisance fluvial de France en eaux intérieures avec plus de 5 000 places à flot.  

## Un territoire spécialisé dans le fluvial
L’activité fluviale est le moteur économique de la ville, qui accueille des navigateurs toute l’année. Aujourd’hui, la batellerie (le transport fluvial de marchandises) a laissé la place aux bateaux de plaisance. De nombreuses entreprises installées autour du port proposent aux plaisanciers une vaste gamme de services : chantier naval, mécanique, peinture, menuiserie, sociétés d’accastillage… On peut aussi acheter, vendre ou louer des bateaux.
Chaque année à lieu le Salon du Fluvial qui se déroule sur le quai du canal et la gare d’eau. Professionnels et passionnés de navigation sont attendus pendant tout le week-end. Outre les bateaux, les visiteurs pourront aussi découvrir l’offre touristique de la Bourgogne. 
De nombreux emplois dépendent directement de cette activité. 

## Géographie

### Climat
Pour des articles plus généraux, voir Climat de la Bourgogne-Franche-Comté et Climat de la Côte-d'Or.
En 2010, le climat de la commune est de type climat océanique dégradé des plaines du Centre et du Nord, selon une étude du Centre national de la recherche scientifique s'appuyant sur une série de données couvrant la période 1971-2000. En 2020, Météo-France publie une typologie des climats de la France métropolitaine dans laquelle la commune est exposée à un climat semi-continental et est dans la région climatique  Bourgogne, vallée de la Saône, caractérisée par un bon ensoleillement (1 900 h/an), un été chaud (18,5 °C), un air sec au printemps et en été et des vents faibles. 
Pour la période 1971-2000, la température annuelle moyenne est de 10,7 °C, avec une amplitude thermique annuelle de 17,6 °C. Le cumul annuel moyen de précipitations est de 811 mm, avec 11,2 jours de précipitations en janvier et 7,7 jours en juillet. Pour la période 1991-2020, la température moyenne annuelle observée sur la station météorologique de Météo-France la plus proche, « Pagny-le-chateau », sur la commune de Chamblanc à 13 km à vol d'oiseau, est de 11,7 °C et le cumul annuel moyen de précipitations est de 802,0 mm,. Pour l'avenir, les paramètres climatiques de la commune estimés pour 2050 selon différents scénarios d'émission de gaz à effet de serre sont consultables sur un site dédié publié par Météo-France en novembre 2022.

## Urbanisme

### Typologie
Au 1er janvier 2024, Saint-Usage est catégorisée bourg rural, selon la nouvelle grille communale de densité à 7 niveaux définie par l'Insee en 2022.
Elle appartient à l'unité urbaine de Saint-Jean-de-Losne, une agglomération intra-départementale dont elle est ville-centre,. Par ailleurs la commune fait partie de l'aire d'attraction de Dijon, dont elle est une commune de la couronne,. Cette aire, qui regroupe 333 communes, est catégorisée dans les aires de 200 000 à moins de 700 000 habitants,.

### Occupation des sols
L'occupation des sols de la commune, telle qu'elle ressort de la base de données européenne d’occupation biophysique des sols Corine Land Cover (CLC), est marquée par l'importance des territoires agricoles (69,1 % en 2018), en diminution par rapport à 1990 (71,2 %). La répartition détaillée en 2018 est la suivante : terres arables (58,9 %), zones urbanisées (11,3 %), eaux continentales (8,6 %), forêts (6,2 %), zones agricoles hétérogènes (5,5 %), zones industrielles ou commerciales et réseaux de communication (4,7 %), prairies (4,7 %). L'évolution de l’occupation des sols de la commune et de ses infrastructures peut être observée sur les différentes représentations cartographiques du territoire : la carte de Cassini (XVIIIe siècle), la carte d'état-major (1820-1866) et les cartes ou photos aériennes de l'IGN pour la période actuelle (1950 à aujourd'hui).

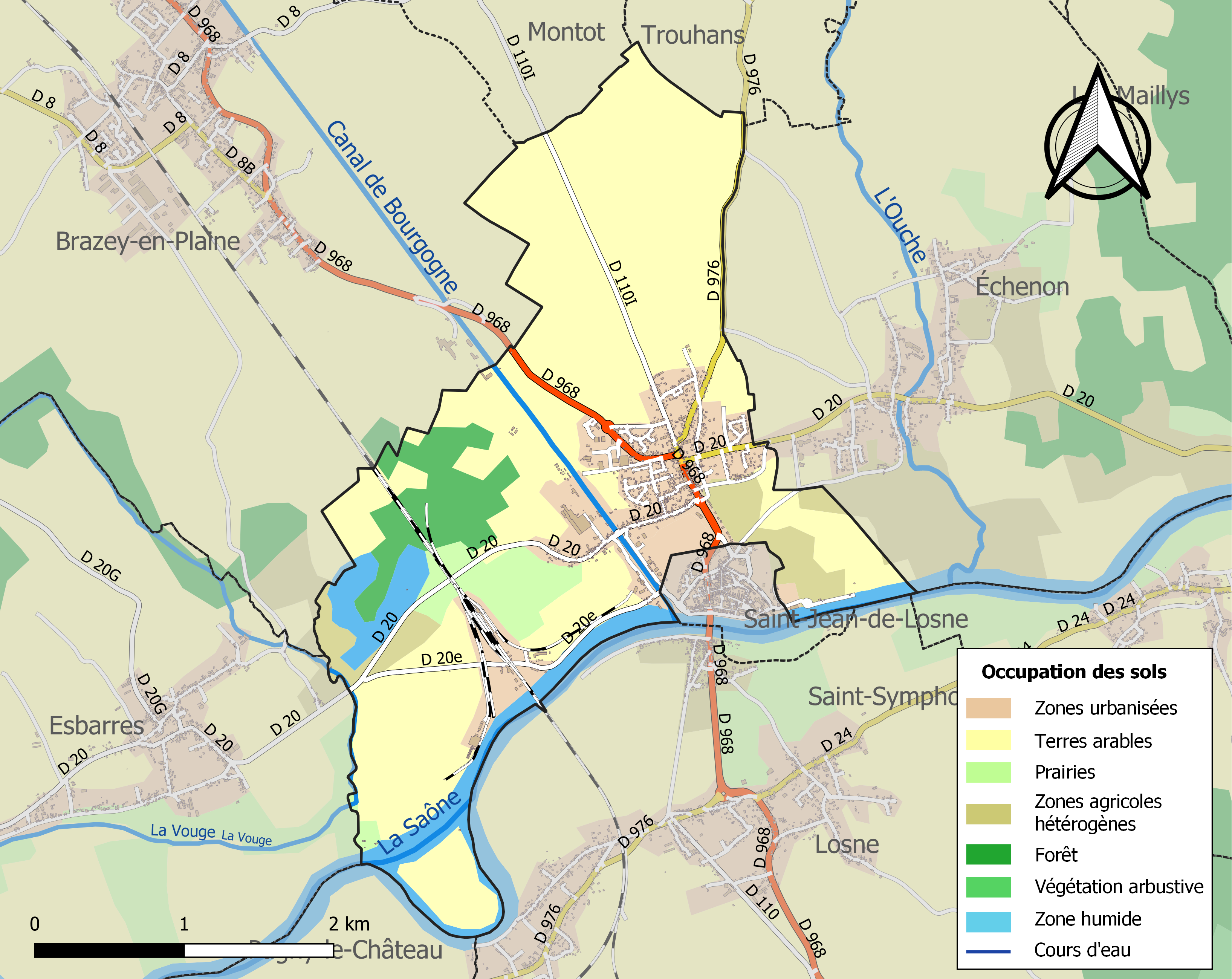
Carte des infrastructures et de l'occupation des sols de la commune en 2018 (CLC).

## Histoire
Territoire, en pays Lingon, sur la rive droite de la Saône, frontalier du pays des Séquanes et de celui des Éduens. Les Romains y construisirent quelques temples.
Saint-Usage a fait partie de la paroisse de Saint-Jean-de-Losne jusqu'en 1792, date à laquelle elle a été constituée en commune autonome.
Au cours de la période révolutionnaire de la Convention nationale (1792-1795), la commune a porté le nom de Bon-Usage.

## Politique et administration

### Liste des maires
| Période                                  | Période  | Identité          | Étiquette | Qualité               |
| ---------------------------------------- | -------- | ----------------- | --------- | --------------------- |
| 2020                                     | En cours | Valérie Hostalier | SE        | Assistante maternelle |
| Les données manquantes sont à compléter. |          |                   |           |                       |

## Démographie
L'évolution du nombre d'habitants est connue à travers les recensements de la population effectués dans la commune depuis 1793. Pour les communes de moins de 10 000 habitants, une enquête de recensement portant sur toute la population est réalisée tous les cinq ans, les populations de référence des années intermédiaires étant quant à elles estimées par interpolation ou extrapolation. Pour la commune, le premier recensement exhaustif entrant dans le cadre du nouveau dispositif a été réalisé en 2004.

En 2022, la commune comptait 1 330 habitants, en évolution de −2,13 % par rapport à 2016 (Côte-d'Or : +0,82 %, France hors Mayotte : +2,11 %).
| 1793 | 1800 | 1806 | 1821 | 1836 | 1841 | 1846 | 1851 | 1856 |
| ---- | ---- | ---- | ---- | ---- | ---- | ---- | ---- | ---- |
| 566  | 568  | 595  | 616  | 606  | 699  | 795  | 791  | 816  |

| 1861 | 1866 | 1872 | 1876 | 1881 | 1886 | 1891 | 1896 | 1901 |
| ---- | ---- | ---- | ---- | ---- | ---- | ---- | ---- | ---- |
| 819  | 810  | 809  | 811  | 833  | 792  | 785  | 789  | 817  |

| 1906 | 1911 | 1921 | 1926 | 1931 | 1936 | 1946 | 1954 | 1962 |
| ---- | ---- | ---- | ---- | ---- | ---- | ---- | ---- | ---- |
| 775  | 821  | 791  | 750  | 741  | 816  | 770  | 821  | 989  |

| 1968  | 1975 | 1982  | 1990  | 1999 | 2004  | 2006  | 2009  | 2014  |
| ----- | ---- | ----- | ----- | ---- | ----- | ----- | ----- | ----- |
| 1 020 | 938  | 1 086 | 1 007 | 994  | 1 020 | 1 068 | 1 150 | 1 314 |

| 2019  | 2022  | - | - | - | - | - | - | - |
| ----- | ----- | - | - | - | - | - | - | - |
| 1 344 | 1 330 | - | - | - | - | - | - | - |

## Lieux et monuments
- Série de temples gallo-romains dans un grand champ (sites enfouis)[18].

## Héraldique
| Blason de Saint-Usage | Blason  | Écartelé d'or et d'azur, au tourteau écartelé d'azur et d'or en abîme, accompagné dans le canton dextre d'une petite nef de gueules. |
| Blason de Saint-Usage | Détails | Le statut officiel du blason reste à déterminer.                                                                                     |